# Axymyia
Genre
Axymyia est un genre d'insectes diptères de la famille des Axymyiidae.

## Systématique
Le genre Axymyia a été créé en 1921 par l'écologue et entomologiste américain Waldo Lee McAtee (d) (1883-1962).

## Liste d'espèces
Selon BioLib (11 septembre 2021) :
- Axymyia furcata McAtee, 1921
- Axymyia japonica Ishida, 1953

Selon ITIS (27 mai 2013) :
- Axymyia furcata Mcatee, 1921